# Lucjan Pietrzczyk
Lucjan Marek Pietrzczyk (ur. 24 marca 1960 w Bilczy) – polski nauczyciel, samorządowiec i polityk, poseł na Sejm VII i X kadencji.

## Życiorys
Ukończył m.in. pedagogikę w Wyższej Szkole Pedagogicznej w Kielcach. Od 1984 pracował jako nauczyciel wychowania fizycznego w szkole podstawowej w Bilczy. W 2008 objął stanowisko świętokrzyskiego wicekuratora oświaty.
Instruktor Związku Harcerstwa Polskiego w stopniu harcmistrza. W latach 2001–2005 był członkiem Rady Naczelnej ZHP.
W latach 1998–2010 był radnym powiatu kieleckiego trzech kadencji, w trakcie drugiej zasiadał w prezydium rady powiatu. W wyborach w 2010 kandydował do sejmiku świętokrzyskiego. Nie uzyskał mandatu, jednak w grudniu 2010 został radnym w miejsce Zdzisława Wrzałki.
W wyborach parlamentarnych w 2011 uzyskał mandat poselski jako kandydat z listy Platformy Obywatelskiej, otrzymując 6057 głosów w okręgu kieleckim. W 2015 bez powodzenia ubiegał się o reelekcję. W 2018 bezskutecznie kandydował do sejmiku województwa. W 2019 został sołtysem wsi Bilcza. W wyborach w tym samym roku ponownie kandydował do Sejmu. W wyniku wyborów w 2023 powrócił do niższej izby polskiego parlamentu, uzyskał wówczas mandat posła X kadencji z wynikiem 5826 głosów.

## Odznaczenia
W 2004, za zasługi w działalności na rzecz rozwoju żeglarstwa, otrzymał Srebrny Krzyż Zasługi.